# Zuane Pizzigano

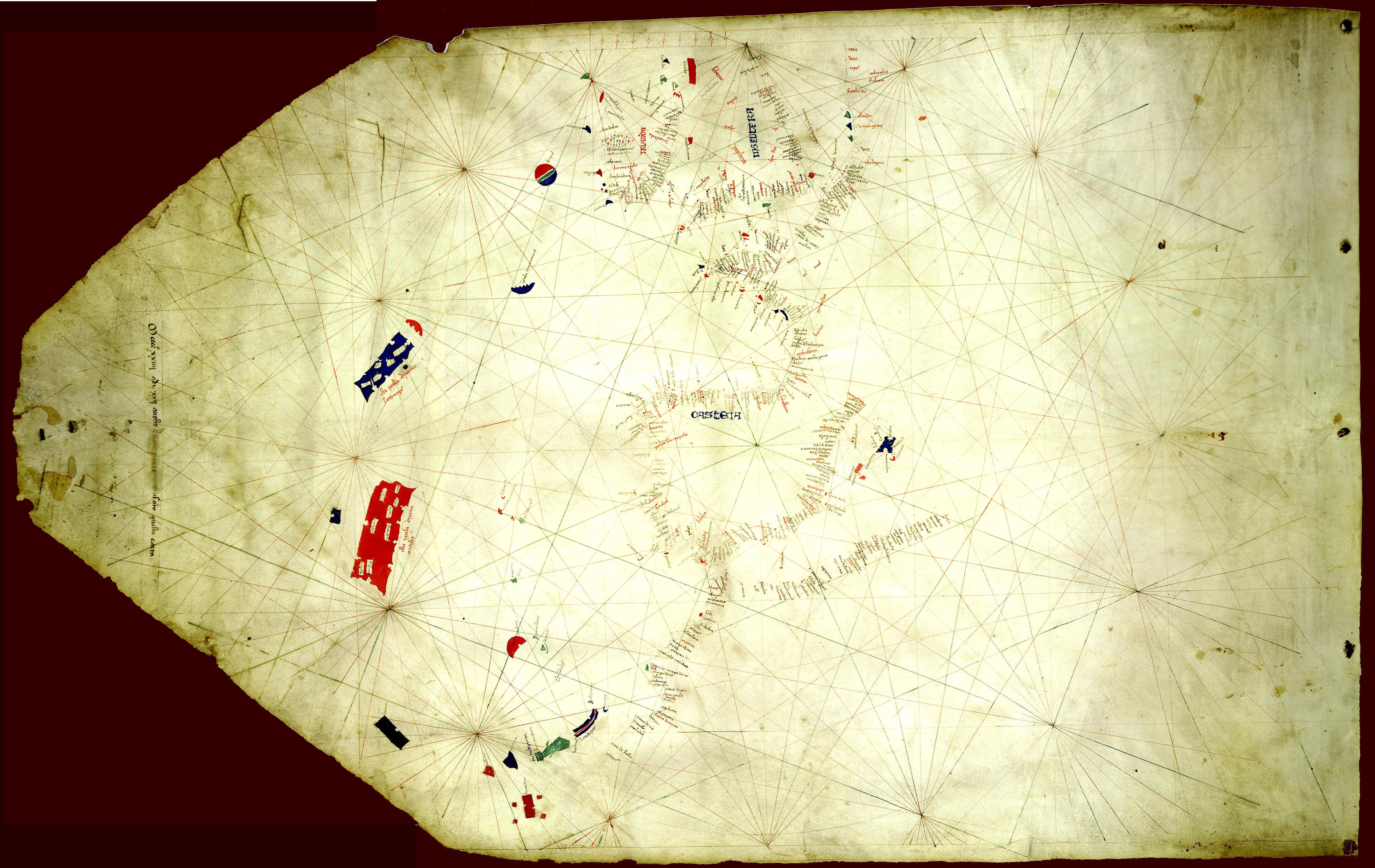
Pizziganos Landkarte von 1424

Zuane Pizzigano war ein venezianischer Kartograf zu Beginn des 15. Jahrhunderts.
Erwähnenswert ist seine Landkarte von 1424, auf der im Westen zwei Inseln eingezeichnet sind. Am naheliegendsten ist die Identifizierung mit den vulkanischen Azoren. Anhänger transatlantischer Fahrten vor Kolumbus sehen diese Inseln dagegen als Beleg für Puerto Rico und das ebenfalls vulkanische Guadeloupe in der Karibik. Die eine Insel trägt die Bezeichnung con ymana was im alten Portugiesisch „ein Vulkan bricht dort aus“ bedeutet. Die andere Insel trägt die Bezeichnung antilia und ist damit vermutlich die erste kartografische Darstellung der Phantominsel Antilia.